# Ca la Vila (Ascó)
Ca la Vila és una obra del municipi d'Ascó (Ribera d'Ebre) inclosa en l'Inventari del Patrimoni Arquitectònic de Catalunya.

## Descripció
Situat al carrer Major, davant la plaça Major. Edifici cantoner de planta rectangular que ha estat reconstruït en època contemporània, conservant-se només el portal. Aquest és d'arc de mig punt adovellat, que incorpora un escut amb la data de 1610, commemorant l'expulsió dels moriscs. A la pedra de la clau també es veuen els anagrames de Jesús i Maria juntament amb una creu llatina, damunt la data. Antigament, hi havia una petita presó al costat de l'entrada, la sala del Consell i les oficines del batlle al primer pis i l'habitatge de l'agutzil al segon. Les golfes eren utilitzades per albergar pobres de necessitat, que tenien accés pel carrer de sobre. D'aquests espais no en queda res; enlloc seu hi ha un edifici molt modern.

## Història
Era la casa de Guillem Espinell, morisc expulsat el 1610. A la Carta de Població d'Ascó, després de l'expulsió dels moriscs, localitzada a Ca Estisora, a l'article 75 es llegeix:"Primo la casa de Guillem Espinell de la Prinsa con la botiga que tiene al lado, y baxo la sala de la misma casa la cual haya de servir para tener Corte el Bayle, y por ella hayan de pagar una año de censo tres sueldos, el dia de año nuevo". També es troben a les Capitulacions d'Ascó, de 1611:"La casa de l'hereu de Jusep Grau que afronte en Pere Grau, en Pere Vernet i en la Casa de la Vila".